# (10219) Penco
(10219) Penco es un asteroide perteneciente al cinturón de asteroides descubierto por Luciano Tesi y Andrea Boattini desde el Observatorio Astronómico de las Montañas de Pistoia, en San Marcello Pistoiese, Italia, el 25 de octubre de 1997.

## Designación y nombre
Penco se designó inicialmente como 1997 UJ5.
Posteriormente, en 1999, fue nombrado en honor del astrofísico italiano Umberto Penco.

## Características orbitales
Penco orbita a una distancia media de 2,308 ua del Sol, pudiendo alejarse hasta 2,537 ua y acercarse hasta 2,079 ua. Su inclinación orbital es 4,385 grados y la excentricidad 0,09923. Emplea 1280 días en completar una órbita alrededor del Sol. El movimiento de Penco sobre el fondo estelar es de 0,2812 grados por día.

## Características físicas
La magnitud absoluta de Penco es 14,6.